# Ramat Eškol

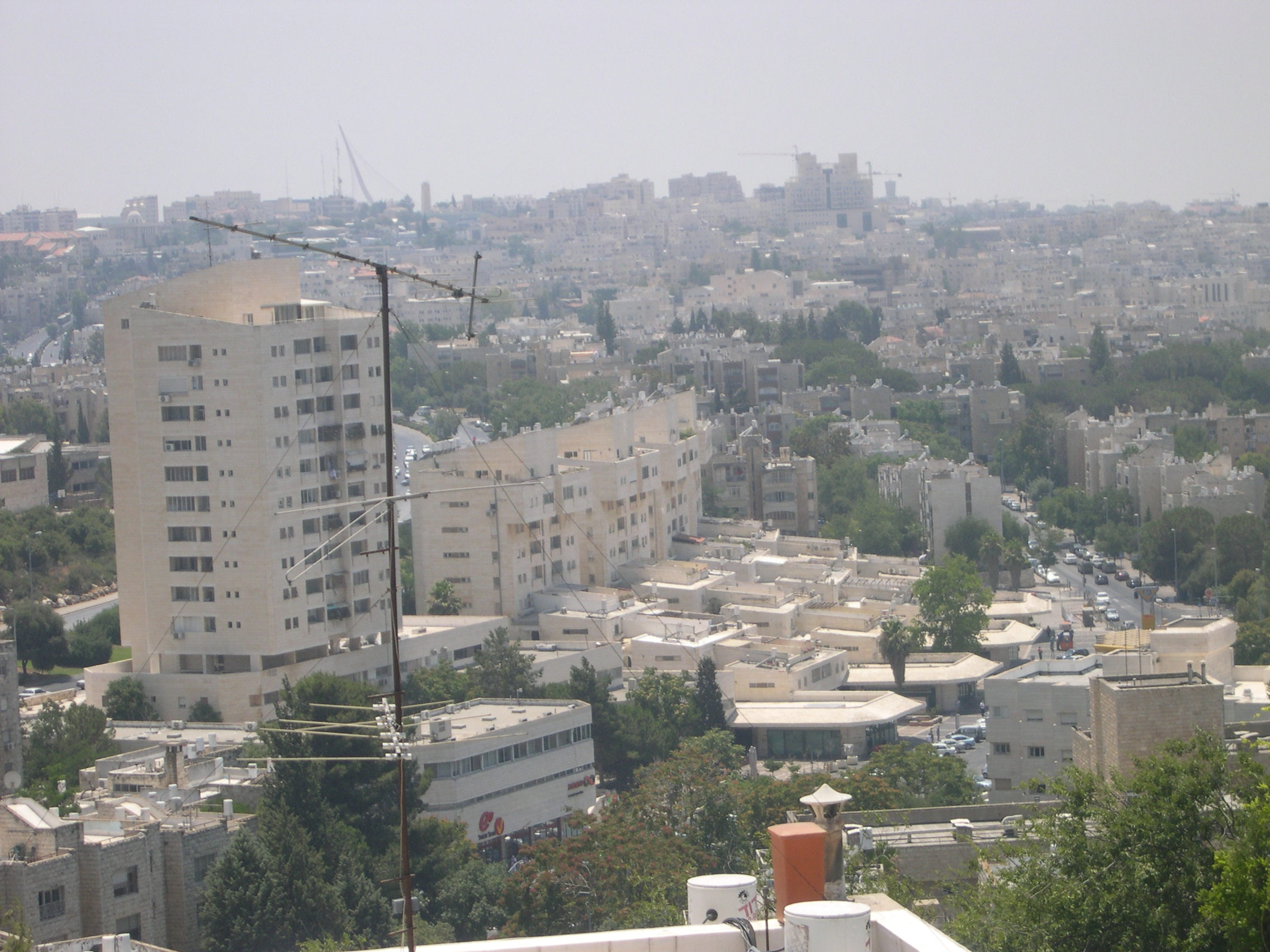
Zástavba v ulici Rechov Paran v Ramat Eškol

Ramat Eškol (hebrejsky רמת אשכול‎, doslova Eškolova výšina) je židovská čtvrť v centrální části Jeruzaléma v Izraeli, založená v roce 1969 na území, které před šestidenní válkou tvořilo zemi nikoho mezi izraelskými a jordánskými liniemi a které bylo Izraelem v roce 1967 a začleněno do hranic Jeruzaléma.

## Geografie
Leží v nadmořské výšce přes 750 metrů, cca 2,5 kilometru severně od Starého Města. Na severu s ní sousedí rovněž židovská čtvrť Ramat Šlomo, na východě židovská Giv'at ha-Mivtar, na jihu Ma'alot Dafna a na západě Sanhedrija. Leží na okraji vyvýšené planiny, která severně odtud spadá do údolí vádí Nachal Cofim, podél kterého vede dálnice číslo 1.

## Dějiny
Jde o první novou židovskou čtvrť postavenou v Jeruzalémě na území dobytém v roce 1967. Pojmenována je podle Leviho Eškola, tehdejšího izraelského premiéra. První obyvatelé se sem nastěhovali v roce 1969. Je umístěna poblíž strategicky významné výšiny zvané Ammunition Hill, která hrála důležitou roli během bojů v roce 1948 (první arabsko-izraelská válka). Hlavní osou nového obytného souboru je třída Sderot Levi Eškol, která vede z centra směrem k areálu Hebrejské univerzity na hoře Skopus. Jde o jednu z nejžádanějších čtvrtí mezi mladými rodinami ultraortodoxních Židů, zejména z anglicky mluvících zemí. Vily podél ulice Rechov Ramat ha-Golan přitáhly movitou zahraniční klientelu.

## Demografie
Plocha této městské části dosahuje 397 dunamů (0,397 kilometru čtverečního).